# 2011年夏季世界大学生运动会捷克代表团

捷克代表团旗帜

2011年夏季世界大学生运动会捷克代表团一共有166人。

## 奖牌榜
| 名次 | 代表团 | 金牌 | 银牌 | 铜牌 | 总数 |
| ---- | ------ | ---- | ---- | ---- | ---- |
| 28   | 捷克   | 2    | 1    | 4    | 6    |

## 奖牌获得者

### 金牌
1. 射击-男子飞碟双向团体赛
2. 射击-女子50米步枪三种姿势个人赛：阿德拉-西科罗娃

### 银牌
1. 高尔夫球-女子个人赛：卡特日娜-鲁日奇科娃

### 铜牌
1. 男子山地自行车：吉里-胡德切克
2. 乒乓球-女子双打：哈达科娃/瓦切诺斯卡
3. 女子七项全能：卡切娃-卡特琳娜
4. 射击-女子50米步枪三姿团体赛